# Sister Princess
Sister Princess (シスター・プリンセス, Shisutā Purinsesu) é um animê e mangá no estilo bishōjo criado por Sakurako Kimino e Naoto Tenhiro que foi lançado em 1999 como light novel. Em 2001, começou a ser publicado em formato de mangá, um jogo foi lançado e um anime começou a ser exibido e foi finalizado. No ano seguinte um novo anime foi lançado.

## Enredo
O estudante Wataru Minakami de 15 anos, falha o exame de entrada para a escola é levado a força pelos pais para a Ilha Prometida para estudar na Universidade Colina Star Gazer Oeste.
No navio a caminho da ilha, ele conhece um novo amigo chamado Yamada e uma menina misteriosa com uma foto dele chamada Mamimi Yamagami, mais conhecida como Mami.
Chegando na ilha, ele conhece 4 garotas, mais tarde, chegando na mansão onde vai morar, encontra as 4 garotas lá e descobre que elas são irmãs dele, ele só não sabia que ele ainda teria mais irmãs para conhecer. Descobre então que tem doze irmãs que estão ansiosas para conhecê-lo. Enfrenta então a decisão de voltar para a sua vida em Tóquio ou ficar na Ilha Prometida (Promised Island, em inglês) com as suas irmãs.

## Personagens

### As Doze Irmãs
Uma curiosidade da série, é que cada irmã tem uma forma diferente de chamar o irmão mais velho. Derivam sempre de onii-san ou ani que querem ambos dizer " irmão mais velho".
É importante reparar que nunca existe qualquer rivalidade entre as irmãs. Apesar de todas competirem pela atenção do irmão parece que o seu amor incondicional por ele reforça os seus laços de amizade. As irmãs não só andam juntas regularmente (muitas vezes trocando histórias de como o irmão é maravilhoso) mas também arranjam forma de o " partilhar" quando ele inadvertidamente negligencia ou não pode visitar regularmente uma delas.
Aria (亞里亞)
Dublado por: Nana Mizuki (japonês)
Vinda de França, Aria é uma rapariga de fala suave que tem tendência a chorar quando há problemas, usando a frase " kusu" ( uma onomatopeia para fungar) quando o faz. Ela gosta de doces, especialmente parfait, e normalmente usa vestidos com folhos com muitos laços. Ela refere-se a si própria na terceira pessoa, o que é considerado infantil na cultura japonesa, e fala devagar.
No primeiro anime, Wataru comenta que o tempo parece passar mais devagar junto a Aria, especialmente para alguém que está habituado à agitada vida da cidade. No segundo anime, Aria comenta que estar na companhia do irmão alivia os seus " sentimentos adormecidos", dando-lhe mais energia. 
Ela trata o irmão por Nii-ya (兄や) a maneira mais infantil de nomear um irmão mais velho. O seu aniversário é a 2 de Novembro, ela é Escorpião e mede 139 cm (1,39 m) de altura.
Chikage (千影, literalmente "Mil sombras")
Dublado por: Ayako Kawasumi
Misteriosa e ocasionalmente gótica, Chikage tem interesse em bruxaria, no oculto e na religião. Ela é uma praticante de magia negra mas prefere utilizar métodos subtis em vez de força bruta. Imagens que lhe são normalmente associadas são a Cruz de Cristo e borboletas.
No anime, Chikage afirma que ela e o irmão já tinham estado juntos em vidas passadas, possivelmente como irmão e irmã, talvez como amantes. Ela expressa um desejo de ter o irmão só para ela mas admite que ele recuse a oferta ou simplesmente escape dela várias vezes ao longo das suas encarnações. Ao contrário das outras irmãs ela é a única que alimenta pensamentos sobre tirar o irmão das outras e quase executa planos nesse sentido.
Ela chama o irmão de Ani-kun (兄くん), o sufixo -kun é utilizado no tratamento a um rapaz com quem se tem uma relação próxima ou que tem quase a mesma idade que a pessoa que o utiliza, dando a impressão que as idades de ambos são próximas. Faz anos a 6 de Março, é Peixes e tem 157 cm (1,57 m) de altura.
Haruka (春歌, lit. "Canção de Primavera")
Dublado por: Yumi Kakazu
Vinda da Alemanha, Haruka aspira a tornar-se numa perfeita senhora japonesa (Yamato Nadeshiko). Ela é frequentemente vista usando um kimono e pode ser encontrada a aprender a cerimónia japonesa do chá (sado) assim como outras coisas culturais. Haruka é perita a manejar o daikyu e o naginata. Interessantemente o treino nestas armas era dado às noivas dos samurais; o treino de Haruka nestas armas pode ou não ser inspirado no seu desejo de ser a noiva japonesa perfeita para uma pessoa de alto estatuto como o seu irmão.
Ela trata o irmão por Anigimi-sama (兄君さま), o sufixo -kimisama (a combinação dos sufixos kimi ou kun e -sama) é usado para uma pessoa venerável na mesma linha de sangue. O seu aniversário é a 16 de Maio, é Touro e tem 156 cm ( 1,56 m) de altura.
Hinako (雛子, lit. "Criança pequena")
Dublado por: Chiemi Chiba
A mais nova das irmãs, Hinako é muito infantil e demostra o seu afeto de acordo com isso. No anime, Hinako insiste frequentemente com o seu irmão para ele lhe ler os seus livros ilustrados. Ela refere-se a si própria na terceira pessoa como "Hina", tirando o "-ko".
Ela trata o irmão por Onii-tama (おにいたま), uma versão mais infantil da versão de Kaho's onii-chama. O seu aniversário é a 15 de Agosto,  ela é Leão e é a mais baixa das irmãs tem 132 cm ( 1,32m) de altura.
Kaho (花穂, lit. "pétala de flor")
Dublado por: Hisayo Mochizuki
Apesar de ser um pouco desajeitada, Kaho está na equipa de cheerleading da escola e adora apoiar o seu irmão. Ela é uma boa jardineira e frequentemente planta flores para e com o seu irmão. Ela refere-se a si própria na terceira pessoa e trata o irmão por Onii-chama (お兄ちゃま), uma versão infantil de onii-sama.
O seu aniversário é a 7 de Janeiro, é Capricórnio e tem 143 cm (1,43m) de altura.
Karen (可憐, lit. "Pessoa amada")
Dublado por: Natsuko Kuwatani
Doce e gentil, a personalidade de Karen parece às vezes mais apropriada para uma irmã mais velha (em vez de mais nova). Ela é uma pianista muito talentosa. Nas histórias das revistas e mini-novelas, Karen possui uma gata chamada Vanilla (que adora doces com sabor a baunilha). Como muitas das irmãs, ela refere-se a si própria na terceira pessoa e trata o irmão por Onii-chan (お兄ちゃん), a maneira de tratar um irmão por uma pessoa mais nova normalmente uma criança. O seu aniversário é a 23 de Setembro, é Virgem e mede 148 cm (1,48m) de altura.
Mamoru (衛, lit. "Guardiã")
Dublado por: Yumiko Kobayashi
A atleta do grupo, Mamoru está sempre a tentar que o irmão pratique desporto com ela. Ela é por vezes confundida com RinRin devido aos seus cortes de cabelo semelhantes e por ambas usarem os óculos na cabeça. Como é uma maria-rapaz, usa frases e expressões " arrapazadas". Como prova disso trata o irmão por Anii (あにぃ), uma versão mais curta usado por um rapaz adolescente para se dirigir ao seu irmão mais velho. Faz anos a 18 de Outubro, é Balança e tem 150 cm (1,5m) de altura.
Marie (鞠絵, lit. "Imagem educada")
Dublado por: Ryouka Yuzuki
Possuindo uma constituição fraca, Marie passou muito tempo no hospital devido à sua doença. O seu animal de estimação Michael, um Golden Retriever, actua como seu guardião e amigo quando o irmão não está por perto. Ela trata o irmão por Aniue-sama (兄上様), o sufixo -uesama (uma combinação de ue e -sama) é usado dentro da família real como um sinal de educação. O seu aniversário é a 4 de Abril, é Carneiro e tem 148 cm ( 1,48m) de altura.
Rinrin (鈴凛, lit. "Sino corajoso")
Dublado por: Chiro Kanzaki
Dotada no campo das ciências e tecnologias, RinRin passa muito do seu tempo a construir coisas mas pede constantemente ao seu irmão donativos monetários para os financiar. Mais, ela constrói um robot que é um duplicado dela Mecha-Rinrin (メカ鈴凛). Ela fala com uma acentuada pronúncia chinesa e trata o irmão por Aniki (アニキ), outra maneira de um rapaz tratar o seu irmão. O seu aniversário é a 9 de Julho, é Caranguejo e mede 152 cm ( 1,52m) de altura.
Sakuya (咲耶, lit. "Flor de macieira curiosa")
Dublado por: Yui Horie
Sakuya comporta-se muito como uma adolescente moderna e tem sentido de estilo.Ela adoraria que o seu irmão a visse como uma mulher e não apenas como uma irmã. Em ambos os animes, Sakuya proclama que ela e o irmão estão ligados pela " fita vermelha do destino" e expressa o desejo de que ela e o irmão de alguma maneira possam casar. Ela é rápida a concordar que isso é impossível na presença dele.No anime, Sakuya é, de todas as irmãs, aquela que fica mais emocionalmente vulnerável quando o irmão está preocupado, sendo que ela tem reacções emocionais extremas quando eles estão separados ou quando antecipa a separação. No primeiro anime, Sakuya usa frequentemente palavras com duplo sentido e sugestões dissimulando as suas palavras de piadas quando o fala com o seu irmão e ele está realmente perturbado.
Ela trata o irmão por Onii-sama (お兄様) como sinal da sua admiração. Faz anos a 20 de Dezembro, é Sagitário, e é a mais alta das irmãs com 1,59 m.
Shirayuki (白雪, lit. "Neve branca")
Dublado por: Kumiko Yokote
Shirayuki adora cozinhar, especialmente para o seu irmão, e está sempre a experimentar novas receitas para ele. Ela refere-se a si própria na terceira pessoa como "Hime" (姫?), que se pode traduzir por "princesa". Isto pode ser por causa da variante Ocidental do seu nome:Branca de Neve.Ela também termina frequentemente as frases com a expressão "desu-no." Ela trata o irmão por Nii-sama (兄様), que é mais curto do que o de Sakuya mas educado. O seu aniversário é a 11 de Fevereiro, é Aquário e tem 140 cm( 1,4 m).
Yotsuba (四葉, lit. "Trevo de quatro folhas")
Dublado por: Tomoe Hanba
Vinda de Inglaterra ( como é evidente pela sua ocasional propensão para qualquer coisa com a Union Flag), Yotsuba fantasia que é uma detective como Sherlock Holmes. Ela pode ser muitas vezes encontrada com uma máquina fotográfica digital ou uma lupa na mão, tentando espiar o irmão. Nas histórias das revistas e mini-novelas, Yotsuba tem um tucano falante de nome desconhecido ( sem surpresa ele só sabe dizer "checki" e " Anii-chama"). ela refere-se a si própria na terceira pessoa e é uma maneira de usar o slogan,"Checky!" (チェキ (Cheki)).  Ela trata o irmão por Anii-chama (兄チャマ), o que um tratamento infantil semelhante ao de Kaho, mas usado com um acento britânico. Ela celebra o seu aniversário a 21 de Junho, é Gémeos e tem 149 cm (1,49 m) de altura.

## Caráter (anime)
| Personagem           | Nome                         | Dublador           |
| -------------------- | ---------------------------- | ------------------ |
| 12 irmãs mais jovens | Karen (可憐)                 | Natsuko Kuwatani   |
| 12 irmãs mais jovens | Kaho (花穂)                  | Hisayo Mochizuki   |
| 12 irmãs mais jovens | Mamoru (衛)                  | Yumiko Kobayashi   |
| 12 irmãs mais jovens | Sakuya (咲耶)                | Yui Horie          |
| 12 irmãs mais jovens | Hinako (雛子)                | Chiemi Chiba       |
| 12 irmãs mais jovens | Marie (鞠絵)                 | Ryōka Yuzuki       |
| 12 irmãs mais jovens | Shirayuki (白雪)             | Kumiko Yokote      |
| 12 irmãs mais jovens | Rinrin (鈴凛)                | Chiro Kanzaki      |
| 12 irmãs mais jovens | Chikage (千影)               | Ayako Kawasumi     |
| 12 irmãs mais jovens | Haruka (春歌)                | Yumi Kakazu        |
| 12 irmãs mais jovens | Yotsuba (四葉)               | Tomoe Hanba        |
| 12 irmãs mais jovens | Aria (亞里亞)                | Nana Mizuki        |
| Um irmão mais velho  | Wataru Minakami (海神 航)    | Kenji Nojima       |
| Outros caráter       | Taro Yamada (山田 太郎)      | Kappei Yamaguchi   |
| Outros caráter       | Mami (眞深)                  | Kyōko Hikami       |
| Outros caráter       | Akio Yamagami (山神 燦緒)    | Ryōtarō Okiayu     |
| Outros caráter       | Jiiya (じいや)               | Toshihide Tsuchiya |
| Outros caráter       | Onna-no-ko (女の子) (Garota) | Sakura Nogawa      |

## Músicas
- Love Destiny: Abertura
- Silent Moo: Canção da Sakuya e da Chikage
- Tsubasa: Encerramento